# Jaroslav Zeman (hudebník)
Plukovník v. v. Jaroslav Zeman (6. dubna 1936, Horní Chvatliny – 23. září 2022, Praha) byl český vojenský kapelník, hudební skladatel, náčelník Vojenské hudební školy v Roudnici nad Labem (1989–1993).
Základy hudebního vzdělání získal od svého otce, kapelníka Jana Zemana. V letech 1951–1954 studoval hru na pozoun a baryton na vojenské hudební škole ve Spišském Podhradí a v Liberci, po jejímž absolvování působil jako vojenský hudebník nejprve v orchestru Ústředního divadla Československé armády (dnes Divadlo na Vinohradech) pod vedením majora Metoděje Přikryla. Po zcivilnění divadla vystřídal několik působišť jako hráč, přičemž od ledna 1965 byl dirigentem divizní hudby 9. tankové divize v Písku. V letech 1965–1968 studoval na pražské konzervatoři dirigování u Václava Smetáčka, Karla Fialy a Františka Hertla. Po absolvování konzervatoře byl jmenován kapelníkem písecké divizní hudby. Mezi lety 1975–1976 byl třetím dirigentem Ústřední hudby Československé lidové armády Praha. V roce 1976 byl po odchodu Františka Železňáka do funkce Inspektora vojenských hudeb jmenován kapelníkem Posádkové hudby Praha, kde vydržel až do roku 1989, kdy přijal místo náčelníka Vojenské hudební školy v Roudnici nad Labem. Za jeho působení byla škola přejmenována na Vojenskou konzervatoř. Do penze odešel v roce 1993 v hodnosti plukovníka. Byl členem programové komise festivalu Kmochův Kolín, mezi lety 1994–1999 působil jako hudební redaktor pro dechovou hudbu v nakladatelství Panton a mezi lety 2000–2008 tutéž funkci zastával v nakladatelství Bärenreiter Praha.
V červnu 2002 dostal od ministra kultury medaili Artis Bohemiae Amicis.
Věnoval se aranžování skladeb pro velké dechové orchestry, ale i vlastním kompozicím instrumentálních skladeb, často se sólovými nástroji, z nichž je v současnosti patrně nejhranější paso doble La Corona či skladba Pozdrav pozounů (1980), v zahraničí uváděná jako Trombone Show pro čtyři pozouny a dechový orchestr.